# خاطرات ظلمت
خاطرات ظلمت کتابی است از بابک احمدی، نویسنده و پژوهشگر ایرانی دربارهٔ سه اندیش‌گر مکتب فرانکفورت.
این کتاب شرحی است از زندگی و اندیشه‌های سه متفکر روزگار ما، والتر بنیامین، ماکس هورکهایمر و تئودور آدورنو. نام این سه اندیشگر با «نظریهٔ انتقادی»، «مکتب فرانکفورت»، و با موقعیت‌های تاریخی‌ای چون جمهوری وایمار، رایش سوم، آلمان سال صفر، جهان پس از آشویتس، و با شماری از سرفصل‌های جدل فکری این روزگار همچون مدرنیته، خردابزاری، فلسفهٔ منفی، صنعت فرهنگ، نقادی علم و تکنولوژی، فعلیت سخن اخلاقی، راه‌گشایی هنر مدرن، و موقعیت پسامدرن پیوند خورده‌است. در کتاب جنبهٔ امروزی نظریات سه اندیشگر، و همانندی دیدگاه آنان با چشم‌اندازهای کنونی فلسفه (به ویژه هرمنوتیک، شالوده‌شکنی و پراگماتیسم) برجسته شده‌است.

این کتاب توسط بابک احمدی، پژوهشگر و نویسنده ایرانی با زبان ساده نوشته شده‌است. نویسنده در این اثر با مطرح کردن شرایط اجتماعی و زندگی شخصی هر یک از این اندیشمندان نام‌برده شده، سعی دارد تا به درک بهتر مخاطب نسبت به نظریات و تفکرات این افراد کمک کند.